# Masanori Kizawa
Masanori Kizawa (木澤 正徳, Kizawa Masanori) est un footballeur japonais né le 2 juin 1969.